# História do episcopado católico português
Portugal teve, durante a sua história, 46 Cardeais,  22 Patriarcas (incluindo 17 Cardeais-Patriarcas) e 214 Arcebispos.

## Cardinalato
Foram criados até ao momento 45 Cardeais portugueses. Desde 1716 todos os Patriarcas de Lisboa são elevados ao cardinalato. 

## Patriarcas
Portugal tem actualmente na sua jurisdição eclesiástica o Patriarcado de Lisboa, de natureza residencial, criado em 1716 por Bula do Papa Clemente XII. Portugal foi ainda a única Nação Católica a ter, em simultâneo, dois Patriarcados sob sua jurisdição. Em 1886 foi criado o Patriarcado das Índias Orientais, de natureza titular, associado à Arquidiocese Primaz de Goa e Damão. A jurisdição portuguesa no Patriarcado das Índias Orientais decorreu até 1975.

## Arcebispos
Portugal tem actualmente 2 Arquidioceses: Braga e Évora. Durante um breve período (1533–1547) existiu outra Arquidiocese, sedeada no Funchal, ao tempo a 3ª em Portugal, depois de Braga e Lisboa.
No Ultramar Portugal teve 5 Arquidioceses: a Arquidiocese de Goa e Damão e a Arquidiocese de Cranganor na Índia, a Arquidiocese de São Salvador da Bahia no Brasil, e as Arquidioceses de Luanda e  Lourenço Marques, em África.
Desde a criação do Patriarcado, é privilégio do Patriarca de Lisboa ter como Vigário-Geral um Arcebispo, enquanto Arcebispo-Auxiliar. Alguns destes prelados foram posteriormente transferidos para Arquidioceses como Arcebispos Diocesanos ou para Dioceses, mantendo neste caso a dignidade arquiepiscopal enquanto Arcebispos-Bispos.